# Ana Catarina Afonso
Ana Catarina Afonso, ou apenas Ana Catarina (Lisboa, 10 de julho de 1976) é uma atriz portuguesa.

## Filmografia

### Televisão
| Ano  | Título                          | Personagem           | Ref            |
| ---- | ------------------------------- | -------------------- | -------------- |
| 1999 | A Lenda da Garça                | Paciente no Hospital |                |
| 1999 | Jornalistas                     | Catarina             |                |
| 2000 | Alves dos Reis, um Seu Criado   | Deolinda             |                |
| 2002 | Sonhos Traídos                  | Enfermeira           |                |
| 2002 | Bons Vizinhos                   | Miriam               |                |
| 2003 | Coração Malandro                | Vanda Pong           |                |
| 2004 | Morangos com Açúcar (2.ª série) | Rosete               |                |
| 2005 | Inspector Max                   | Marta                | Part. especial |
| 2007 | Floribella                      | Enfermeira           |                |
| 2007 | Fascínios                       | Sónia                |                |
| 2008 | Olhos nos Olhos                 | Filipa               |                |
| 2009 | Meu Amor                        | Judite Maria         |                |
| 2011 | Anjo Meu                        | Claudette Valente    |                |
| 2012 | Doida por Ti                    | Rute Serafim         |                |
| 2013 | Mundo ao Contrário              | Ivone Pina Ramiro    |                |
| 2015 | Santa Bárbara                   | Sofia                |                |
| 2016 | A Impostora                     | Vanessa Soares       |                |
| 2019 | Alguém Perdeu                   | Magda Sarmento       |                |

### Dobragens
| Ano  | Título                                               | Personagem    | Ref.                  |
| ---- | ---------------------------------------------------- | ------------- | --------------------- |
| 2000 | Bob, o Construtor                                    | Wendy / Beta  |                       |
| 2008 | Os Feiticeiros de Waverly Place                      | Alex Russo    |                       |
| 2009 | Os Feiticeiros de Waverly Place: Férias nas Caraíbas | Alex Russo    | Filme Televisivo      |
| 2009 | Mary Poppins                                         | Mary Poppins  | Apenas Lançado em DVD |
| 2011 | Os Smurfs                                            | Grace         | [ 3 ]                 |
| 2013 | Os Smurfs 2                                          | Grace         | [ 4 ]                 |
| 2014 | Callie no Oeste                                      | Callie        |                       |
| 2014 | Paddington                                           | Srª Brown     |                       |
| 2016 | O Panda do Kung Fu 3                                 | Mei Mei       | [ 5 ]                 |
| 2016 | Cegonhas                                             | Sarah Gardner | [ 6 ]                 |
| 2017 | Carros 3                                             | Cruz Ramirez  | [ 7 ]                 |
| 2017 | Paddington 2                                         | Srª Brown     |                       |
| 2018 | Homem-Aranha no Universo Aranha                      | Peni Parker   |                       |

## Outros
- Directora do elenco juvenil da série Vasquinho e Companhia, 2006
- Catarina Guimarães na peça de teatro imersivo O Caso da Partitura Roubada, 2017
- Criada na peça de teatro “A Casa de Bernarda Alba”, encenação de Celso Cleto, 2019.